# Hermanos Niland

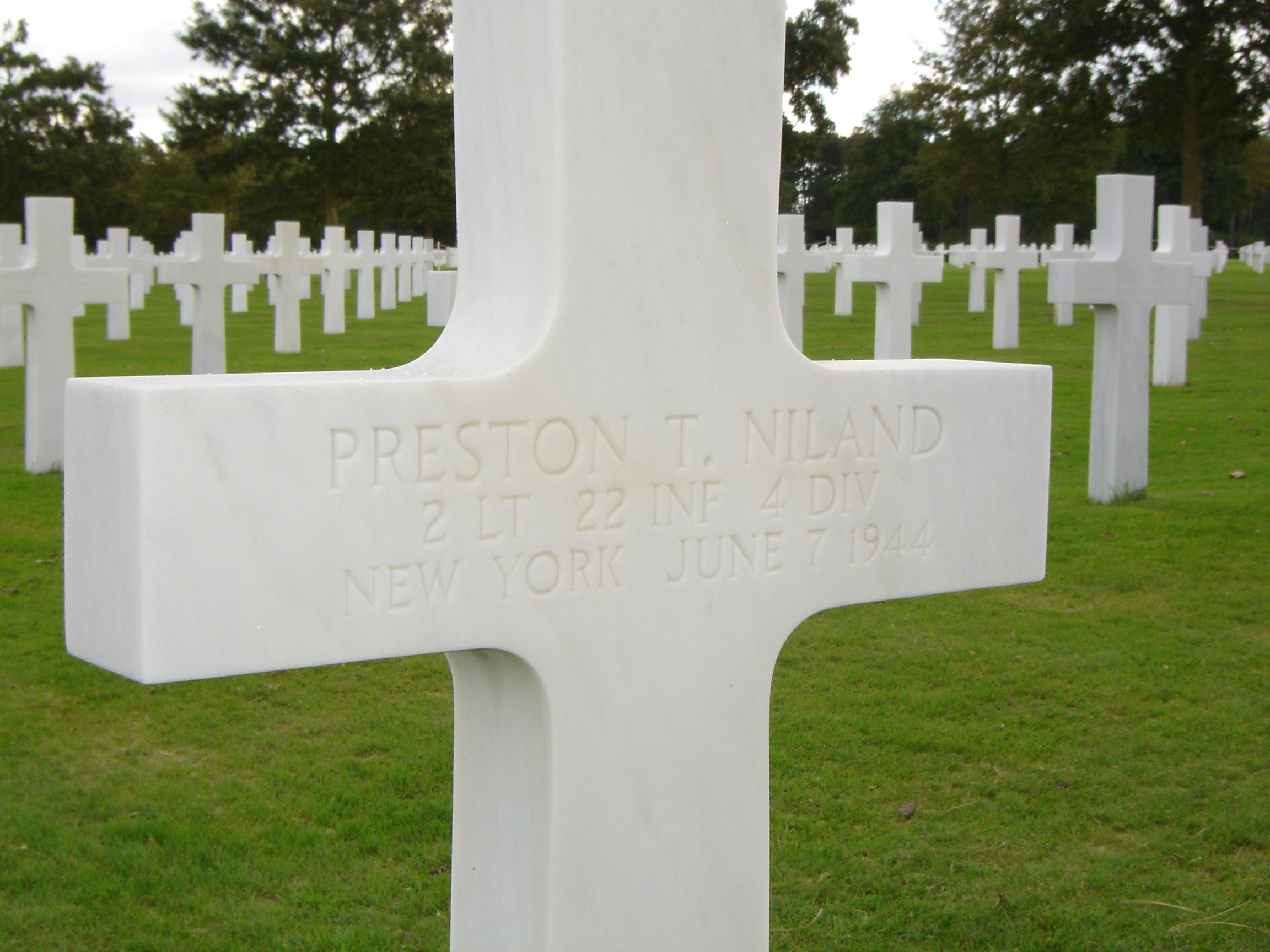
Lápida de Preston T. Niland en el cementerio estadounidense cerca de Colleville-sur-Mer, Normandía, Francia.

Los hermanos Niland fueron cuatro hermanos estadounidenses de Tonawanda, Nueva York, que sirvieron en las fuerzas armadas durante la Segunda Guerra Mundial. La película de Steven Spielberg Saving Private Ryan está basada en la historia de estos hermanos.
Los cuatro hermanos eran:
- Sargento Frederick "Fritz" Niland (1920-1983), Compañía H, 501.º Regimiento de Paracaidistas, 101.ª División Aerotransportada. Fritz era amigo de Warren Muck y Donald Malarkey, ambos de la Compañía E (Compañía Easy), 506.º Regimiento de Paracaidistas, 101.ª División Aerotransportada, que pasaron a ser personajes de la serie Band of Brothers.
- Sargento Robert Niland  (1919–6 de junio de 1944), Compañía D, 505.º Regimiento de Paracaidistas, 82.ª División Aerotransportada, caído en combate el 6 de junio de 1944 en Normandía.
- Segundo Teniente Preston Niland (1915–7 de junio de 1944), 22.º Regimiento de Infantería, 4.ª División de Infantería, caído en combate el 7 de junio de 1944 en Normandía.
- Sargento Edward Niland (1912–1984), USAAF. Prisionero de guerra del ejército japonés en Birmania, capturado el 16 de mayo de 1944, liberado el 4 de mayo de 1945. Edward abandonó en paracaídas su dañado bombardero B-25 Mitchell y vagó por la jungla de Birmania unos días antes de ser capturado. Fue mantenido prisionero durante un año. Edward vivió en Tonawanda hasta su fallecimiento en 1984 a la edad de 72 años. Durante el tiempo que fue mantenido prisionero, fue incorrectamente dado por muerto, como sus otros dos hermanos fallecidos en los primeros días del desembarco de Normandía.

## Historia
Dos de ellos sobrevivieron a la guerra, pero durante un tiempo se creyó que sólo uno, Frederick Niland, había sobrevivido. Frederick fue enviado de vuelta a los Estados Unidos para completar allí su servicio, y posteriormente descubrió que su hermano Edward, dado por muerto, estaba en un campo de prisioneros de guerra japonés en Birmania. 